# Vodní dílo Vlachovice
Vodní dílo Vlachovice je plánováné vodní dílo na řece Vláře nad obcí Vlachovice. Výstavba počítá se zatopením plochy 2,13 km².

## Historie
Záměr výstavby vodního zdroje na Vláře v 50. letech 20. století počítal s umístěním nádrže nad Bohuslavicemi (Státní vodohospodářský plán XXVIII – Dolný Váh, 1954), což představovalo významný zásah do zástavby obce Vlachovice. V 70. letech byl profil hráze přesunut výše proti proudu nad Vlachovice pod soutok Vláry se Svíborkou (Směrný vodohospodářský plán ČSR, 1975), čímž by vznikla nádrž se zatopenou plocha 2,41 km² a celkový objem 30,2 mil. m³. Následně se uvažovalo o zvýšení hráze až na 46 m, čímž by došlo k vytvoření nádrže o zatopené ploše na 3,885 km² a navýšení celkového objemu na 58,6 mil. m³ (Směrný vodohospodářský plán ČSR, 1988). V rámci Generelu území chráněných pro akumulaci povrchových vod a základní zásady využití těchto území (Generel LAPV) z roku 2011 byl kvůli střetu původní koncepce s CHKO Bílé Karpaty posunut profil hráze proti proudu Vláry nad soutok se Svíborkou.

## Účel
Hlavním účelem vodního díla je zajištění zdroje povrchové vody pro zásobování obyvatel pitnou vodou. Hlavní účel díla bude zabezpečován dodávkou vody do propojených vodárenských systémů v širším území.
Další přínosy jsou:
- ochrana před povodněmi
- zajištění dohodnuté velikosti minimálních průtoků
- doplňkové energetické využití odtoku z nádrže

## Technické parametry
| Parametr                         | jednotka | VD Vlachovice |
| Typ hráze                        |          | sypaná zemní  |
| Kóta maximální hladiny           | m n. m.  | 390,0         |
| Celkový objem nádrže             | mil. m3  | 29,1          |
| Plocha zátopy                    | ha       | 212,9         |
| Max. výška hráze                 | m        | 40            |
| Délka hráze                      | m        | 570           |
| Šířka hráze v základové spáře *) | m        | 193           |
| Nadlepšení min. průtoků          | l/s      | 30            |
| Plocha povodí (Vlára)            | km²      | 37,52         |
| Prům. roční průtok (Vlára)       | m³/s     | 0,323         |